# 달리는 라디오 (충북)
오은영의 달리는 라디오는 TBN 충북교통방송(청주 FM 103.3MHz, 충주 FM 93.5MHz)에서 평일 저녁 6시부터 저녁 7시 55분까지 방송되는 대전과 세종 충청권 지역의 퇴근길 라디오 프로그램이다.